# Allée couverte de Minguionnet
L'allée couverte de Minguionnet est une allée couverte située au lieu-dit Er-goat, sur la commune de Gourin, dans le Morbihan en Bretagne.

## Historique
Le monument fait l’objet d’un classement au titre des monuments historiques par arrêté du 4 novembre 1970.

## Description
L'allée couverte mesure 11 mètres de long sur 1,80 mètre de large. Elle est orientée nord-est-est/sud-ouest-ouest avec une ouverture à l'est. La partie supérieure nord de l'allée se confond avec le terrain. Deux tables de couverture sont encore en place.